# جون سيفر
جون سيفر (بالإنجليزية: Jon Cypher)‏ مواليد 13 يناير 1932 في نيويورك، نيويورك، الولايات المتحدة، هو ممثل أمريكي بدأ مسيرته الفنية سنة 1957. امتدت مسيرته الفنية لأكثر من 47 عاما.

## الأعمال
- ترابر جون إم دي
- نوتز لاندينغ
- جوال تكساس ووكر
- المستشفى العام
- جاغ
- قارب الحب
- أز ذا وورلد تيرنز
- روبوكوب
- سانتا باربرا
- مانيكس
- سادة الكون

## روابط خارجية
- جون سيفر على موقع IMDb (الإنجليزية)
- جون سيفر على موقع ألو سيني (الفرنسية)
- جون سيفر على موقع ميوزك برينز (الإنجليزية)
- جون سيفر على موقع أول موفي (الإنجليزية)
- جون سيفر على موقع قاعدة بيانات برودواي على الإنترنت (الإنجليزية)
- جون سيفر على موقع قاعدة بيانات الأفلام السويدية (السويدية)
- جون سيفر على موقع قاعدة بيانات الفيلم (الإنجليزية)
- جون سيفر على موقع كينوبويسك (الروسية)